# Marianne Elisabeth Lloyd-Dolbey
Marianne Elisabeth Lloyd-Dolbey, osebna tajnica brunejskega sultana
Omarja Alija Saifuddiena III., * 18. oktober 1919, Drešinja vas, † 10. oktober 1994, Celje.
Rodila se je kot Marjana Elizabeta Kopše, očetu Francu in materi Marjani, rojeni Vrabič, leta 1919 v Drešinji Vasi, kot prvorojenka v družini z enajstimi otroki. Njena rojstna hiša, ki sta jo zgradila leta 1911 njen dedek Anton Vrabič in babica Terezija Vrabič po selitvi z Dunaja, še danes stoji ob stari glavni cesti med Drešinjo Vasjo in Levcem. 
Njena mama Marjana Kopše, rojena Vrabič, se je rodila na Dunaju očetu poštarju Antonu Vrabiču iz Krajnčice in mami Tereziji, rojeni Ludwig, iz kraja Lichtewerden v Šleziji, danes Světlá Hora na Češkem.
Njen oče Franc Kopše, ki je bil rojen v Žetalah, je bil v času Avstro-Ogrske monarhije orožnik, po prvi svetovni vojni pa vodja prijavnega urada na celjski občini.
Po končani osnovni šoli v Petrovčah se je Marjana Elizabeta Kopše vpisala na Celjsko gimnazijo, kjer je maturirala leta 1938. Spomladi in poleti 1939 se je učila italijanščine v Rimu, Italija, spomladi 1941 pa angleščine v Dresdnu v Nemčiji. Med drugo svetovno vojno, vse do maja 1945, je delala kot prevajalka na nemškem veleposlaništvu v Zagrebu.
Ob koncu druge svetovne vojne se je umaknila na Koroško v Avstrijo. Ko je tam delala kot prevajalka za angleško vojsko, je spoznala svojega bodočega moža, angleškega oficirja Raoula Teesdala Lloyd-Dolbeya. 
V Londonu sta se nato leta 1949 poročila in se preselila v Brunej, takratni 
britanski protektorat, na severni strani otoka Borneo, kjer je njen mož podedoval kavčukove plantaže.
S poroko in pridobitvijo britanskega državljanstva je Marjana Elizabeta Kopše svoje ime spremenila v Marianne Elisabeth Lloyd-Dolbey.
Ker je bila Marianne Elisabeth Lloyd-Dolbey v zgodnjih 1950-tih letih ena redkih izobraženih žensk v Bruneju, je postala dvorna dama Raja Isteri (kraljice) Pengiran Anak Damit, kasneje pa osebni tajnik njenega moža, 28. brunejskega sultana
Omarja Alija Saifuddiena III.

Tako je bila neposredna priča sprejemu nove brunejske ustave leta 1959, poskusu državnega udara leta 1962, 
abdikaciji sultana Omarja Alija Saifuddiena III. leta 1967 v korist svojega 21-letnega sina, sultana Hassanala Bolkiaha, ki je postal 29. brunejski sultan, in ki še danes vlada Bruneju, državnemu obisku kraljice Elizabete II. v Bruneju leta 1972 ter razglasitvi brunejske neodvisnosti od 
Združenega kraljestva leta 1984.
Marjana je bila za sultanovo družino takorekoč deklica za vse, sodelovala je pri organizaciji sprejemov, obiskov, raznih praznovanj, potovanj v tujino, predvsem v Anglijo, in porok v številni sultanovi družini. Med njene protokolarne naloge je med drugim sodila tudi prisotnost pri porodih otrok v sultanovi družini. Kadar je bilo potrebno, je za njih tolmačila, saj je tekoče govorila tako klasično malajščino, ki se je govorila na dvoru, kot tudi pogovorno brunejsko malajščino.
Kot priznanje za svoje zvesto delo za sultanovo družino je Marjana dobila vrsto najvišjih brunejskih odlikovanj in s tem malajski častni naziv Datin. 
Naziv Datin je pridobila 23. septembra 1967, ko ji je sultan podelil odlikovanje Datin Seri Laila Jasa - D.S.L.J. in s tem je najbrž postala v Bruneju prva ženska/Datin zaradi svojih lastnih zaslug.
Marjanin soprog Raoul T. Lloyd-Dolbey, ki je tudi dobil malajski častni naziv Dato, je bil član Privy Councila, svetovalnega telesa brunejskega sultana. Zaradi svojega položaja v brunejski državni upravi sta dobila tudi pravico do osebne zastave na stopnji ministra (malajsko Menteri). Raoul je imel tudi naziv Pehin, ki je tradicionalni naziv za ministrska mesta v Bruneju.
Marjana se je v 1980-tih postopoma upokojila in z možem sta se preselila nazaj v Evropo. Poletja sta preživljala predvsem v Drešinji vasi, kjer sta si bivšo sušilnico za hmelj na posestvu njenih staršev preuredila v stanovanjsko hišo. Marjana je umrla leta 1994 v Celju in z možem, ki je umrl nekaj let prej v Ljubljani, sta pokopana v grobu družine Kopše na pokopališču v Žalcu.

## Prejemnica brunejskih odlikovanj
- Order of Loyalty to the State of Brunei (en) (Darjah Setia Negara Brunei Yang Amat Bahagia): 1. stopnja (Datin Seri Setia - P.S.N.B. - 1976) [6] in 2. stopnja (Datin Setia - D.S.N.B.)
- Order of Merit of Brunei (en) (Darjah Paduka Sri Laila Jasa Yang Amat Berjasa): 1. stopnja (Datin Paduka Seri Laila Jasa - P.S.L.J.) in 2. stopnja (Datin Seri Laila Jasa - D.S.L.J. - 1967) [7]
- Order of the Crown of Brunei (en)(Darjah Seri Paduka Mahkota Brunei Yang Amat Mulia): 1. stopnja (Datin Seri Paduka - S.P.M.B. - 1970) [8] in 3. stopnja (Companion - S.M.B. - 1964) [9]
- Sultan Omar Ali Saifuddin Medal (en): (Pingat Omar Ali Saifuddin - P.O.A.S. - 1960) [3]

- Order of Loyalty to the State of Brunei, 1st Class (Dato Seri Setia)
- Order of Loyalty to the State of Brunei, 2nd Class (Dato Setia)
- Order of Merit of Brunei, 1st Class (Dato Paduka Seri Laila Jasa)
- Order of Merit of Brunei, 2nd Class (Dato Seri Laila Jasa)
- Order of the Crown of Brunei, 1st Class (Dato Seri Paduka)
- Order of the Crown of Brunei, 3rd Class (Companion)
- Certificate for The Most Honourable Order of the Crown of Brunei, 3rd Class
- Set of miniature Brunei medals of Datin Marianne Elisabeth Lloyd-Dolbey
- Družinski grb Raoula Teesdala in Marianne Elisabethe Lloyd-Dolbey
- Brunejska osebna zastava: Menteri (minister)
- Srebrna črnilnica s posvetilom brunejskega sultana
- Grob Raoula Teesdala in Marjane Elizabete Lloyd-Dolbey